# Marian Filipek
Marian Filipek (ur. 9 lipca 1939 we Włodowicach) – polski urzędnik.
Jest absolwentem Politechniki Śląskiej w Gliwicach. Od 1957 r. związany z górnictwem, szczególnie z kopalnią „Wujek”, gdzie przeszedł kolejne szczeble kariery zawodowej, po stanowisko naczelnego inżyniera tego zakładu. W latach 1978–1985 był dyrektorem kopalni „Julian” w Piekarach Śląskich. Następnie, w latach 1985–1989, pełnił funkcję dyrektora technicznego Katowickiego Gwarectwa Węglowego. Do kopalni „Wujek”, już w roli jej dyrektora, wrócił w 1990 r., piastując to stanowisko przez trzy lata. Po krótkim epizodzie w roli wiceprezesa zarządu Katowickiego Holdingu Węglowego, w 1994 r. objął stanowisko prezesa Wyższego Urzędu Górniczego, które zajmował do 1998 r.
W czasie gdy kierował pracami WUG, był inicjatorem powstania Fundacji „Bezpieczne Górnictwo” im. prof. dr. hab. inż. Wacława Cybulskiego, która rozpoczęła działalność w kwietniu 1997 r. i z powodzeniem działa do dziś.

## Odznaczenia
- Krzyż Kawalerski Orderu Odrodzenia Polski (1999)[3]
- Odznaka Honorowa Zasłużonego dla Bezpieczeństwa w Górnictwie (2017)[4]